# Баев, Владимир Андреевич
Влади́мир Андре́евич Ба́ев (10 мая 1924, Землянск, Воронежская губерния — 12 марта 1945) — командир расчёта 45-мм пушки 1283-го стрелкового полка младший сержант — на момент представления к награждению орденом Славы 1-й степени.

## Биография
Родился 10 мая 1924 года в селе Землянск (ныне — Семилукского района Воронежской области) в семье служащего. Окончил 9 классов.
В 1943 году был призван в Красную Армию Землянским райвоенкоматом. В боях Великой Отечественной войны с февраля 1944 года. Воевал наводчиком, командиром расчёта 45-мм орудия 1283-го стрелкового полка 60-й стрелковой дивизии.
26-30 марта 1944 года в боях за город Ковель наводчик 45-мм пушки красноармеец Баев точным огнём истребил до 20 фашистов и подавил 4 пулемётные точки. Находясь в окружении в составе полка, продолжал вести огонь по противнику, нанося ему большой урон. Приказом от 23 апреля 1944 года красноармеец Баев Владимир Андреевич награждён орденом Славы 3-й степени.
В наступательных боях 5-8 июля 1944 года у населённых пунктов Задыбы, Добжинск, командуя орудийным расчётом, младший сержант Баев уничтожил 14 противников, 5 пулемётных точек. Проделал проход в минном поле, обезвредив 12 противотанковых и 18 противопехотных мин противника. Приказом от 19 августа 1944 года младший сержант Баев Владимир Андреевич награждён орденом Славы 2-й степени.
17 января 1945 года при освобождении города Вышегруд младший сержант Баев прямой наводкой подбил штурмовое орудие и 75-мм пушку, сжёг автомобиль с боеприпасами, 4 повозки с военным имуществом и вывел из строя около 20 солдат и офицеров противника. За этот бой был представлен к награждению орденом Славы.
В одном из боёв на территории Германии в марте 1945 годы был тяжело ранен и направлен в 491 медсанбат. Скончался от полученных ран 12 марта 1945 года. Похоронен в районе населённого пункта Беелитц.
Указом Президиума Верховного Совета СССР от 31 мая 1945 года за образцовое выполнение заданий командования в боях с захватчиками младший сержант Баев Владимир Андреевич награждён орденом Славы 1-й степени. Стал полным кавалером ордена Славы.
Награждён орденами Славы 3-х степеней.